# Kaija Saariaho
Kaija Anneli Saariaho (Finès:[ˈkɑi̯jɑ ˈsɑːriɑho]; nascuda Laakkonen) (Hèlsinki, 14 d'octubre de 1952 - París, 2 de juny de 2023) va ser una compositora finlandesa.

## Biografia
Va estudiar Belles Arts i el 1981 es va graduar en composició a l'Acadèmia Sibelius d'Helsinki, on va tenir com a professor més important a Paavo Heininen. Més endavant va millorar els seus coneixements a Alemanya, l'Escola Superior de Música de Friburg (sota la direcció de Brian Ferneyhough i Klaus Huber) i a l'IRCAM de París, fixant la seva residència a la capital francesa l'any 1982. Aquest darrer va tenir una gran influència en la seva música i les seves textures, característicament luxoses i misterioses, creades a través d'una mescla de música en directe i produccions electròniques.
La seva trajectòria va estar estretament lligada a l'Institut de Recerca i Coordinació Acústica/Música (IRCAM) de París, institució fundada el 1970 per Pierre Boulez i de la que en va ser la coordinadora.
Mentre estudiava a la IRCAM a París, Saariaho va desenvolupar noves tècniques de composició, mitjançant la utilització de l'electrònica en viu, el treball amb la cinta i l'assistència computaritzada. Alhora, va començar el seu interès per l'escriptura per a orquestra. El tret més particular de les composicions orquestrals d'aquesta època és la creació de denses masses de so en permanent i gradual transformació. A més, l'estudi de les tècniques d'anàlisi de l'espectre sonor per ordinador dutes a terme pels compositors espectralistes francesos el va ajudar a crear el seu propi llenguatge harmònic, caracteritzat per una notació rica en marques d'expressió on caben des de l'ús freqüent d'harmònics fins a els detalls microtonals d'un continuum sonor que surt des del to temperat fins al soroll sense afinació precisa i viceversa.
Saariaho sovint es va servir de la combinació de música electrònica i música en viu per crear les seves textures.
Durant el curs de la seva carrera, Saariaho va rebre encàrrecs del Lincoln Centre pel Kronos Quartet i d'IRCAM per l'Ensemble Intercontemporain, la BBC, la Nova York Philharmonic, el Salzburg Festival de Música, el Théâtre du Châtelet dins París, i l'Òpera Nacional finlandesa, entre d'altres. Una entrevista del 2019 a diversos compositors per la Revista de Música de la BBC, Saariaho va ser considerada com una de les millors compositores del moment.
va ser una de les compositores més sol·licitades per compondre òpera. La seva primera òpera L'Amour de loin (L'amor de lluny), estrenada l'any 2000 al Festival de Salzburg, va ser un gran èxit i va poder-la estrenar en altres escenaris de tot el món. La seva segona òpera, Adriana Mater, va ser encarregada per l'Òpera Nacional de París l'any 2006, i el 2010 va estrenar la seva tercera òpera, Émilie, a Lió, basada en la vida de la matemàtica Émilie du Châtelet. En totes tres obres el llibret va ser escrit per l'escriptor libanès Amin Maalouf.
Kaija Saariaho està ara àmpliament establerta com una figura central de la música clàssica contemporània. Les seves òperes recents en particular han estat aclamades a Europa i Amèrica del Nord, mentre que les seves obres anteriors, que exploren el so i els seus mecanismes de producció, són cada cop més populars com a exemples paradigmàtics de certes tendències del modernisme de finals del segle XX; Diversos estudis han discutit el paper del gènere i la identitat regional en el desenvolupament de la compositora més reeixida de Finlàndia. Amb Saariaho presentant més i de manera més prominent en una varietat de discursos acadèmics, fa temps que calia un relat fundacional i complet de la seva vida i dels desenvolupaments musicals a través de la seva prolífica i variada producció.
L'1 de desembre del 2016 es va representar la seva òpera L'Amour de loin per primera vegada al Metropolitan Opera de Nova York, sent la segona òpera d'una dona compositora que interpretava la companyia del teatre (La primera havia estat representada més d'un segle abans, el 1903). També es va retransmetre el dia 10 de desembre de 2016 com a part de la iniciativa Metropolitan Opera Live in HD, convertint-se en la primera òpera d'una dona compositora i la primera també dirigida per una dona (Susanna Mälikki) en aquest programa.

Durant el seu pas per la universitat va estudiar amb Paavo Heininen. Amb Magnus Lindberg i altres, va fundar el grup progressiu 'Ears Open'. Més endavant, es va traslladar a Alemanya per estudiar a la Hochschule für Musik Freiburg amb Brian Ferneyhough i Klaus Huber. En una entrevista comenta que l'èmfasi dels seus mestres per un serialisme molt estricte i l'ús d'estructures matemàtiques rígides era sufocant fins al punt d'afirmar que:
No t'era permès tenir un pols, o harmonies d'orientació tonal o melodies. Jo no vull compondre música a través de negacions. Tot ha de ser permissible mentre estigui fet amb bon gust.
L'any 1980 va assistir a la Darmstädter Ferienkurse (Cursos d'estiu de l'Escola de Darmstadt) i va assistir a un concert dels espectralistes francesos Tristan Murail i Gerard Grisey. Aquesta primera audició de música espectral va suposar un gir important en la direcció artística de Saariaho. Va ser a partir d'aquesta experiència que va decidir assistir a cursos de composició de música d'ordinador, impartits a l'Institut de Recerca i Coordinació Acústica/Música (IRCAM) de París per David Wessel, Jean-Baptiste Barrière i Marc Battier, passant d'un estricte serialisme a l'espectralisme musical.
L'any 1982, va començar a treballar a l'IRCAM, fent recerca d'anàlisi per ordinador del so i sobre espectres de notes individuals produïdes per diferents instruments. Va desenvolupar tècniques de composició assistida per ordinador, va experimentar amb música concreta i va escriure les seves primeres peces que combinen música en viu amb electrònica. També va compondre obres noves amb l'IRCAM's CHANT synthesiser.

## Obra
Per a parlar de la música de Saariaho, és necessari entendre el camí d'una escriptura que s'escapa, fugint, reflexiva, a la conquesta de la seva unitat i forma. El camí des de la seva gènesi, en l'evolució original dels estils i les seves successives integracions, des de l'estètica serial fins a l'estètica espectral (espectralisme musical).
A més, durant els anys compresos entre 1979 i 1982, Saariaho forja les característiques realment noves de la seva escriptura, rellevant tota la seva importància al concepte "d'eix tímbric". Així, l'eix tímbric es desplega sobre una escala de timbre on cada so troba un lloc determinat, entre el sinus i el soroll blanc, entre so clar i «soroll». El material, fundat sobre una ambivalència dialèctica entre so clar i «soroll», permet crear tensions d'una manera original que li permeten nous mitjans d'expressió.
Cadascuna de les peces de la trilogia Jardin Secret - Jardin secret I (1985), Jardin secret II (1986), i Nymphea (Jardin secret III) (1987) - van ser creades amb l'ús de programes d'ordinador. Nymphea, per exemple, és per quartet de corda i electrònica però també conté un element vocal addicional: els músics xiuxiuegen un poema d'Arseny Tarkovsky.

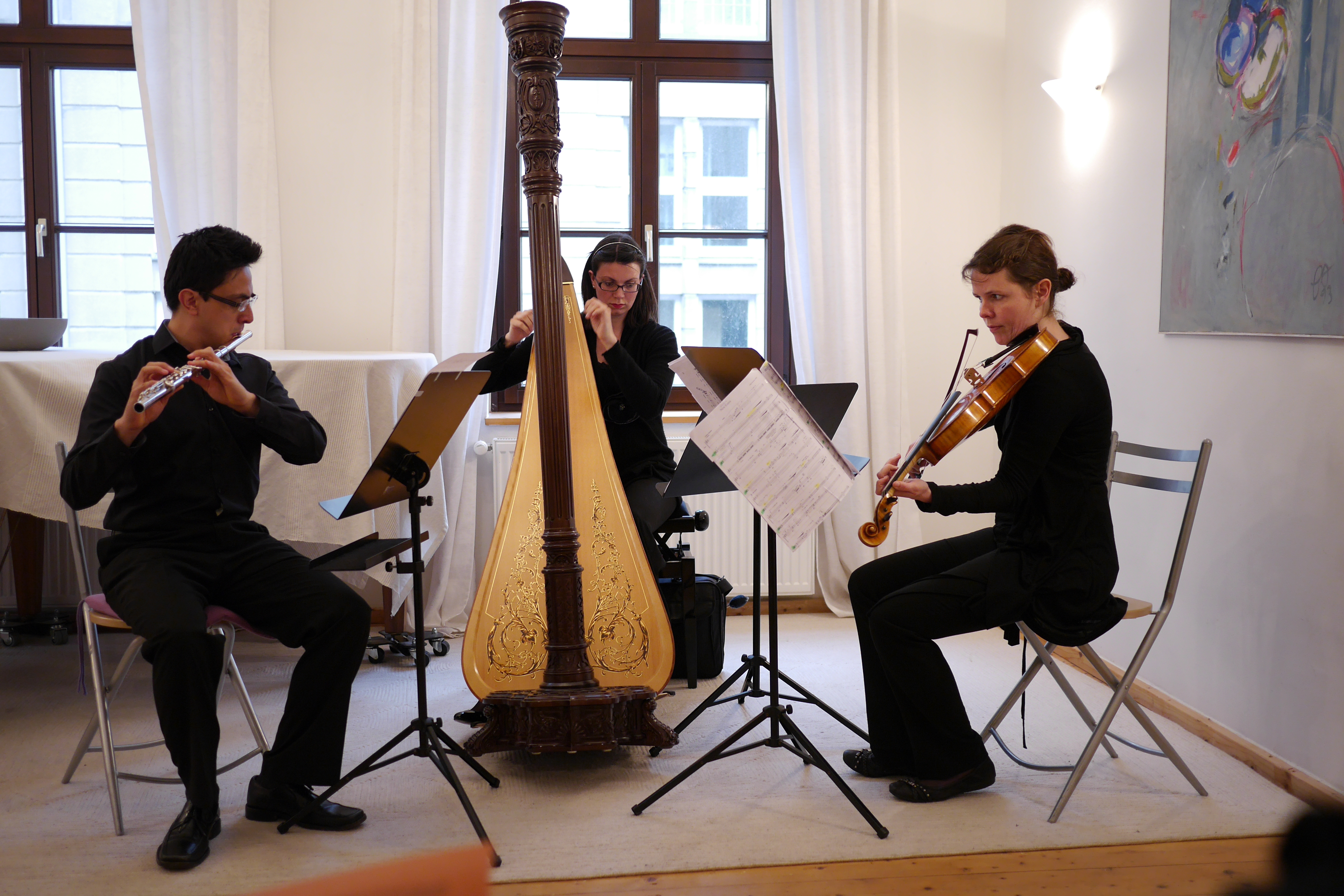
Dante Montoya (flauta), María Pache (viola) i Lydie Römish (arpa) interpreten Maa de Kaija Saariaho.

Molts dels seus treballs amb electrònica, Saariaho els va dur a terme amb la col·laboració de Jean-Baptiste Barrière, un compositor, artista multimèdia i programador que va dirigir el departament de recerca musical de l'IRCAM de 1984 a 1987.
 L'obra en què Saariaho ha dit 'Vaig trobar totes les peces del meu trencaclosques musical' va ser un treball per a ensemble, electrònica en viu i cinta generada per ordinador encarregada per al desè aniversar celebracions de l'IRCAM el 1987. El conjunt és un estàndard Nova banda musical de 15 integrants, amb la important incorporació de tres flautistes tocant tota la gamma de la seva família, des de flautí fins a baix. Aquí el material sonor generatiu era una àmplia varietat de espectres de flauta baixa i contrabaix analitzats en un equip especialment programa informàtic dissenyat a l'IRCAM ideat per Gerard Assayag.
A París, Saariaho va desenvolupar un gran èmfasi en transformacions lentes de masses denses de so. La seva primera peça per a cinta magnètica, Vers Le Blanc (1982), i la seva peça per orquestra i cinta, Verblendungen, van ser creades d'una sola transició: en Vers Le Blanc la transició és d'un cluster tonal a un altre, mentre que en Verblendungen, és de forte a piano. Verblendungen també utilitza un parell d'idees visuals com a base: un cop de raspall que comença com una marca densa a la pàgina i s'aprima fins a brins individuals, o bé la paraula "verblendungen" mateixa, que significa "enlluernaments".
El seu treball a la dècada dels vuitanta i noranta està marcat per una èmfasi en el timbre i en l'ús de la música electrònica nascuda d'instruments tradicionals, essencialment de la cultura nòrdica i oriental. El timbre i la textura del so són les variables principals de les seves primeres obres. Per exemple, Verblendungen (1984) és per a orquestra i cinta. Jardin secret II (1986) és per a clavicèmbal i cinta,amb més riquesa rítmica. Lichtbogen (1986), per a nou instruments i electrònica en viu, mostra el seu interès per l'ús de l'ordinador en la creació. Nymphéa (Jardin secret III, 1987): es tracta d'un quartet de corda amb música electrònica que agafa com a model la natura aplicada a la composició musical. Altres exemples serien Du cristal (1990) i …à la fumée (1990), encarregada per l'Orquestra Filharmònica de Los Angeles. Amers (1992) i Près (1992) busquen l'experimentació en la síntesi del so.

Escrivint sobre el procés de composició, Saariaho va dir:
Preparant el material musical de les peces, he utilitzat l'ordinador de diverses maneres. La base de tota l'estructura harmònica ve donada per sons de violoncel complexos que he analitzat amb l'ordinador. El material bàsic per les transformacions melòdiques i rítmiques són calculades per ordinador i els motius van modificant-se gradualment, recorrent-hi un cop i un altre.
Saariaho ha espressat sovint tenir un cert tipus de sinestèsia que inclou tots els sentits, afirmant que:
... el món visual i el musical són un mateix món per a mi... Els diferents sentits, matisos de color o textures i tons de llum, fin i tot fragàncies i sons es barregen en la meva ment. Formen un món complet entre elles.
Saariaho també s'ha dedicat a l'òpera amb un èxit notable. Pensa que la veu és realment rica, que és un instrument increïble, amb la qual es poden transmetre coses extremadament fines, variades, ambigües. Purificar, com és fa en la música clàssica, segons ella, no li sembla suficient; d'altra banda no vol declarar-li la guerra a la tècnica dels cantants. Afirma que cal, doncs, trobar una manera de treballar la veu.
La seva obra L'amour de loin, amb llibret d'Amin Maalouf, està basada en una biografia del trobador de segle XII, Jaufré Rudel. L'estrena va ser dirigida per Peter Sellars al Festival de Salzburg el 15 d'agost de l'any 2000 i va rebre el premi Grawemeyer.
Adriana Mater, la seva segona òpera, sobre un llibret original també de Maalouf, barreja la crua realitat contemporània i el món oníric. Va ser dirigida novament per Sellars a l'Òpera Bastille de Paria al març de 2006.
Émilie és un monodrama de nou escenes per a soprano, basada en escrits d'Émilie du Châtelet, estrenada a Lió al març de 2010.El 2012, Circle Map va ser un encàrrec de l'Orquestra Reial del Concertgebouw, l'Orquestra Simfònica de Boston, l'Orquestra Simfònica de Göteborg, l'Orquestra Nacional de França, la Orquestra Nacional Reial d'Escòcia i l'Orquestra Simfònica de Stavanger. La peça ha estat inspirada en sis poemes de Rumi. Aquests poemes recitats en persa s'utilitzen com a material per a la part electrònica. Circle Map va ser estrenada per l'Orquestra Real del Concertgebouw d'Amsterdam dirigida per Susanna Mälkki al Westergasfabriek Gashouder, Amsterdam, el 22 de juny de 2012. El 2013, va ser guardonada amb el Premi Polar, al costat del músic Youssou N'Dour.

El 2015 es va estrenar el cicle de cançons True Fire de la mà de Gerald Finley i la Filharmònica de Los Angeles, dirigida per Gustavo Dudamel. La seva òpera Only the Sound Remains es va estrenar al març de 2016 a l'Òpera Nacional d'Holanda. El concert per a arpa Trans de Kaija Saariaho es va estrenar mundialment l'agost del 2016 per Xavier de Maistre i l'Orquestra Simfònica de Tòquio, dirigida per Ernest Martínez-Esquerre al Suntory Hall de Tòquio. Al febrer de 2017, París va cobrar vida amb la seva feina quan va ser compositora destacada del Festival Presences. La seva nova òpera, Innocence, es va estrenar mundialment al Festival d'Aix-en-Provence al juliol del 2021.
La seva relació amb la ciutat de Barcelona ve de lluny, així com la seva relació admiració per l'obra arquitectònica d'Antoni Gaudí i el Modernisme, capaç de transformar en elements arquitectònics les formes de la natura, fet que també trobem al Palau de la Música Catalana de Lluís Domènech i Montaner. Al edifici modernista s'han pogut escoltar les obres Oltra mar, per l'Orfeó Català i l'OBC (19 de febrer del 2022), dirigits per Anna Maria Helsing, l'estrena a Espanya de Reconnaissance, pel Cor de Cambra del Palau (12 de novembre de 2021), dirigit per Simon Halsey, i Notes on Light, per l'Orquestra Simfònica de l'ESMUC (20 de maig de 2021), dirigida per Ernest Martínez Izquierdo.

## Catàleg d'obres
| Any       | Obra | Tipus d'obra                           | Durada |
| 1977      | Bruden, cicle de cançons per a soprano, 2 flautes i 2 percussionistes. | Música vocal                           | 10:00  |
| 1978      | Canvas, per a flauta. | Música solista (flauta)                | 05:00  |
| 1979      | Suomenkielinen sekakuorokappale, per a soprano, baríton i cor mixt. | Música coral                           | 09:00  |
| 1979      | Cartolina per Siena, per a cinta magnètica. | Música Electroacústica                 | 03:00  |
| 1979      | Aurora, per a conjunt instrumental | Música instrumental                    | 03:00  |
| 1979      | Nej och inte. Tres cançons per a quartet femení o cor. | Música coral                           | 05:00  |
| 1979      | Jing, per a soprano i violoncel. | Música vocal                           | 08:00  |
| 1980      | Yellows, per a violoncel i percussió | Música instrumental                    | 10:00  |
| 1980      | Study for Life, per a veu femenina, ballarina, cinta i llums. Text de T.S. Eliot (anglès). | Música vocal                           | 18:00  |
| 1980      | Im Traume, per a violoncel i piano. | Música instrumental (duo)              | 10:00  |
| 1980      | Preludi-Tunnustus-Postludi, per a soprano i piano preparat. Text de Mika Waltari (finès). | Música vocal                           | 04:00  |
| 1981      | Kolme preludia, per a soprano i òrgan. Text de la Bíblia (en finès). | Música vocal (piano)                   | 06:00  |
| 1981      | ...sah den Vögeln, per a soprano, flauta, oboè, violoncel, piano preparat i electrònica en viu. Text: collage.                                                                                | Música vocal                           | 15:00  |
| 1981      | Study II for Life, per a cinta magnètica. | Música Electroacústica                 | 12:00  |
| 1982      | Vers de blanc, per a cinta magnètica. | Música Electroacústica                 | 15:00  |
| 1982      | Du gick, flög, per a soprano and piano. Text de Gunnar Björling (en suec). | Música vocal (piano)                   | 04:00  |
| 1982      | Adjö (original title: Dj. lägre solen. Revised in 1985), per a soprano, flauta i guitarra. Text de Solveig von Schoultz (en suec).                                                            | Música vocal                           | 10:00  |
| 1982      | Laconismede l'aille, per a flauta solament | Música solista (flauta)                | 09:00  |
| 1982-84   | Verblendungen, per a orquestra | Música orquestral                      | 14:00  |
| 1983      | Three Interludes and other music to "Skotten i Helsingfors". Incidental music for tapi. Text de Joakim Groth.                                                                                 | Música incidental                      | 30:00  |
| 1984      | Kollisionen (Composed with Jean-Baptiste Barrière. Other version: 1986, anomenada Collisions), per a percussió i electrònica.                                                                 | Música Electrònica                     | 60:00  |
| 1984-86   | Jardin secret II, clavicèmbal i cinta | Música Electroacústica                 | 10:00  |
| 1985      | Csokolom, recording of scenic objects | Música incidental                      | 60:00  |
| 1985      | Música per a la pel·lícula Suuri illusioni | Música de pel·lícula                   | 85:00  |
| 1985      | Jardin Secret I, per a cinta magnètica. | Música Electrònica                     | 11:00  |
| 1986      | Il pleut, per a soprano i piano. Text de Guillaume Apollinaire (en francès). | Música vocal (piano)                   | 02 :00 |
| 1986      | Lichtbogen, per a flauta, percussió, arpa, piano, 2 violins, viola, violoncel, double bass i electrònica en viu.                                                                              | Música Electrònica                     | 16:00  |
| 1986      | Collisions (Version of 1984 Kollisionen), per a cinta magnètica. | Música electroacústica                 | 60:00  |
| 1986-87   | Io, per a conjunt instrumental i electrònica en viu. | Música Electrònica                     | 18:00  |
| 1987      | Nymphea (Jardin Secret III), per a quartet de corda i electrònica en viu | Música electrònica                     | 20:00  |
| 1987      | Piipää (Composed with Jean-Baptiste Barrière). Music for multi-mitjana performance. Soprano, tenor, tapi i electrònica en viu. Text de Jouni Tommola.                                         | Música incidental                      | 60:00  |
| 1987-88   | Stilleben (Text: collage of Franz Kafka, Paul Eluard and Wassily Kandinsky), para Tapi (radiophonic work)..                                                                                   | Música vocal                           | 22:00  |
| 1988      | Petals, per a violoncel sol, amb electrònica en viu opcional. | Música solista (violoncel)             | 08:00  |
| 1988      | From the Grammar of Dreams (Text de Paul Eluard (en francès)), per a soprano i mezzosoprano. Text de Sylvia Plath (en anglès).                                                                | Música vocal                           | 10:00  |
| 1988      | Grammaire des rêves, per a soprano, contralto i conjunt instrumental. | Música vocal                           | 11:00  |
| 1989-90   | Du cristall, per a orquestra simfònica | Música orquestral                      | 18:00  |
| 1990      | ...la fumée, per a flauta alto, violoncel i orquestra | Música orquestral                      | 18:00  |
| 1990      | Fanfaari, per a orquestra de cambra. | Música orquestral (cambra)             | 01:00  |
| 1990      | Oi kuu, per a clarinet baix, violoncel i electrònica opcional. (Altres versions: 1993) | Música instrumental (duo)              | 06:00  |
| 1991      | Aer (Parteix 7 de «Maa»), per a arpa i electrònica Ad libitum | Música Electrònica                     | 17:00  |
| 1991      | Nuits, adieux (Text de Jacques Roubaud i Honoré de Balzac. Una altra versió: 1996.), Vocal quartet (SATB) and live electronics..                                                              | Música vocal                           | 10:00  |
| 1991      | Gates. (Parteix 2 de «Maa»), per a flauta, clavicèmbal, violoncel i electrònica en viu. | Música electrònica                     | 12:00  |
| 1991      | ...de la terre (Parteix 3 de «Maa»), per a violí solista i electrònica en viu. | Música electrònica                     | 15:00  |
| 1991      | Monkey Finger, Velvet Hands, per a piano | Música solista (piano)                 | 05:00  |
| 1991      | Fall (Parteix 6 de «Maa»), per a arpa i electrònica ad libitum. | Música Electrònica                     | 05:00  |
| 1991      | Suomi 75 vuotta (""Finland 75 years""), jingle de 15 segons" | Música Electrònica                     | 00:15  |
| 1991      | Música per a la pel·lícula Valon ihme. | Música de pel·lícula                   | 32:00  |
| 1991-92   | Maa. Ballet music en 7 escenes. Orquestra de cambra i electrònica | Música de ballet                       | 90:00  |
| 1991-96   | Cendres, per a flauta, violoncel i piano (rev. en 1998) | Música instrumental                    | 10:00  |
| 1992      | NoaNoa, Fragrant, per a flauta et electronique | Música Electrònica                     | 10:00  |
| 1992      | Jingle for the Centre Georges-Pompidou (solament 5 segons) | Música orquestral                      | 00:05  |
| 1992      | Amers, per a violoncel, orquestra de cambra i electrònica en viu | Música orquestral (concertante)        | 20:00  |
| 1992      | Caliban's Dream (Parteix 2 de «The tempest Songbook», 2004), per a baríton sol i clarinet, mandolin, guitar, arpa, double bass. Text de William Shakespeare (en anglès). Other version: 1995. | Música vocal                           | 03:00  |
| 1992-94   | Près, per a violoncel sol i electrònica. | Música Electrònica                     | 18:00  |
| 1993      | La dona'm, la licorne, Exhibition with paintings by Raija Malka and sound installation by Saariaho (versió de 1999 Electro-acoustic)                                                          | Música incidental                      | 12:00  |
| 1993      | Música per a la pel·lícula Etant donné li blue (""Given the blue"", solament 3 minuts), (composed with Jean-Baptiste Barrière"                                                                | Música de pel·lícula                   | 03:00  |
| 1993      | Solar, per a grup instrumental (amb sintetitzador) | Música Electroacústica                 | 18:00  |
| 1993-94   | Trois Rivières, per a quartet de percussionistes i electrònica | Música Electrònica                     | 16:00  |
| 1993-95   | Folia, per double bass i electrònica opcional. | Música Electrònica                     | 12:00  |
| 1993-95   | Six Japanese Gardens, per a percussió i electrònica. | Música Electrònica                     | 10:00  |
| 1994      | Graal Theâtre, per a violí i orquestra (en 1997, version for solament violin i orquestra de cambra).                                                                                          | Música orquestral (concertante)        | 30:00  |
| 1994      | Nocturne, In Memory of Witold Lutoslawski, per a violí. | Música solista (violí)                 | 06:00  |
| 1995      | Château de l'âme, per a soprano, 8 veus femenines i orquestra. | Música vocal (orquestra)               | 26:00  |
| 1996      | Spins and Spells, per a violoncel. | Música solista (violoncel)             | 07:00  |
| 1996      | Lonh (Des de lluny. Dedicada a D. Upshaw), per a soprano i electrònica. | Música Electrònica                     | 17:00  |
| 1996      | New Gates (Adaptació del moviment Gates de «Maa» (1991)), per a flauta, viola i arpa | Música instrumental (trio)             | 13:00  |
| 1996      | Die Aussicht (Text de Hölderlin (en alemany). Altres versions: 1998 i 1999), per a soprano, flauta, violí, violoncel i guitarra.                                                              | Música vocal                           | 03:00  |
| 1997      | Mirrors (Música per al CD-ROM Prisma), per a flauta i violoncel. | Música instrumental (duo)              | 04:00  |
| 1997      | Miranda's Lament (Parteix 3 de «The tempest Songbook», 2004), per a soprano, clarinet, arpa, violí i double bass. Text de William Shakespeare (in English). Other version: 1999.              | Música vocal                           | 05:00  |
| 1997-99   | Pilvimusiikkia (Cloud Music), Electro-acoustic instalation with variable duration | Música incidental (documental o video) | 31:45  |
| 1998      | Liisan taikahuilu, per a flauta. | Música solista (flauta)                | 03:00  |
| 1998      | Neiges, per a vuit violoncels. [1. Nuages de neige. - 2. Etoiles de neige. - 3. Etoile de neige 2. - 4. Aiguilles de glace. - 5. Fleurs de neige]                                             | Música instrumental                    | 15:00  |
| 1998      | Colours du vent, per a flauta alta. | Música solista (flauta)                | 11:00  |
| 1998      | Forty Heartbeats, per a orquestra de cambra. | Música orquestral (cambra)             | 03:00  |
| 1998-2000 | L'Amour de loin (òpera, Salzburg 2000). | Òpera                                  | 120:00 |
| 1999      | Oltra mar. Seven Preludes for the New Millennium, per a cor mixt i orquestra. | Música coral (orquestra)               | 15:00  |
| 1999      | Prisma. Electronic music for the CD-ROM Prisma | Música Electrònica                     | 19:00  |
| 1999      | Quatre petits messages, Music for the stage work Unien kieliopista (From the Grammar of Dreams), per 2 sopranos, flauta i arpa.                                                               | Música vocal                           | 08:00  |
| 1999      | Ciel etoilé, per double bass i percussionista. | Música instrumental                    | 05:00  |
| 2000      | Sept Papillons, per a violoncel. | Música solista (violoncel)             | 10:00  |
| 2000      | Message pour Gérard, per mezzosoprano, flauta, arpa, percussió (2 players), violin, viola, violoncel i double bass.                                                                           | Música vocal                           | 05:00  |
| 2000      | Ariel's Hail (Parteix 1 de «The tempest Songbook». 2004), per a soprano, flata i arpa. | Música vocal                           | 04:00  |
| 2000      | Aile du songe. Concerto per a flauta i orquestra. | Música orquestral (concertante)        | 20:00  |
| 2000      | Iltarukous. (Evening Prayer), per a soprano i piano. Text d'Eino Leino (en finès). | Música vocal (piano)                   | 03:00  |
| 2000      | Trois rivières: Delta, per a percussió (1 player) i electrònica. | Música Electrònica                     | 15:00  |
| 2001      | Uberzeugung, per 3 veus femenines/cor femení, violí, violoncel, crotale (played by one of the singers). Text: Friedrich Hölderlin (en alemany).                                               | Música vocal                           | 02:00  |
| 2001      | Tag des Jahrs, per a cor mixt i electrònica. The electronic part realized at the Civitella Ranieri Centri, Italy with Jean-Baptiste Barrière. Text: Friedrich Hölderlin (en alemany).         | Música vocal                           | 15:00  |
| 2001      | Danse des flocons I, versió per a orquestra de corda. | Música orquestral (cambra)             | -      |
| 2001      | Cinq Reflets de l'Amour de loin, per solament soprano, sol baríton i orquestra. | Música vocal (orquestra)               | 30:00  |
| 2001      | Song for Betty (arranjament de l'últim moviment de L'Amour de loin), orquestra, piano i cordes.                                                                                               | Música orquestral                      | 05:00  |
| 2001      | Nymphea Reflection, orquestra de cordes. | Música orquestral (cambra)             | 22:00  |
| 2002      | From the Grammar of Dreams. Version per a soprano i electrònica | Música Electrònica                     | 10:00  |
| 2002      | Els fantômes du temps, Spectacle chorégraphique et installation multimèdia (Saariaho and Jean-Baptiste Barrière)                                                                              | Música incidental                      | -      |
| 2002      | Orion, per a orquestra | Música orquestral                      | 25:00  |
| 2002      | Quatre instants (Amin Maalouf (en francès)), per a soprano and piano [1. Attente; 2. Douleur; 3. Parfum de l'instant; 4. Résonances (hi ha vers. Orquestral).                                 | Música vocal (piano)                   | 23:00  |
| 2002      | Danse des flocons II, version for 2 violins | Música solista (violí)                 | -      |
| 2002      | Terrestre, (chamber music version of the 2nd movement of ""Aile du Songe""), solament flauta + violí, violoncel, arpa, percussió (1 player)"                                                  | Música orquestral (cambra)             | 10:00  |
| 2002      | Prospero's Vision (Parteix 4 de «The tempest Songbook», 2004). soprano and violin. Text del Siddur shim Shalom (translation from Hebrew into English by rabbi Jules Harlow).                  | Música vocal                           | 02:00  |
| 2002      | Changing Light, per a soprano i violí. | Música vocal                           | 03:00  |
| 2002-06   | Adriana Mater. Òpera. Estrenada a la primavera de 2006. Llibret: Amin Maalouf. | Òpera                                  | 120:00 |
| 2003      | Je sens un deuxième coeur (Another heart beats), viola, violoncel i piano. | Música instrumental (trio)             | 15:00  |
| 2003      | Lumen valosta, per a vocal ensemble, Text d'Eeva-Liisa. | Música vocal                           | -      |
| 2004      | Ferdinand's Comfort (Parteix 5 de «The tempest Songbook»), per a soprano, baríton i ensemble.                                                                                                 | Música vocal                           | 04:00  |
| 2003      | The Tempest Songbook, per a soprano, baríton i ensemble. | Música vocal                           | 21:00  |
| 2004      | Dolce Turment, per Piccolo | Música solista                         | 05:00  |
| 2004      | Asteroid 4179: Toutatis, per a orquestra. | Música orquestral                      | 04:00  |
| 2005      | Ballade, per a piano | Música solista (piano)                 | 03:00  |
| 2005-06   | La Passion de Simone (Amin Maalouf), Oratorio. | Òpera                                  | -      |
| 2006      | Notes on Light, per a violoncel i orquestra. | Música orquestral (concertante)        | 28:00  |
| 2010      | Émilie (Amin Maalouf) | Òpera                                  | -      |
| 2015      | Only The Sound Remains | Òpera                                  | -      |

## Premis i reconeixements
- 1986 – Kranichsteiner Prize al Darmstädter Ferienkurse.[22]
- 1988 – Prix Italia per Stillleben.[22]
- 1989 – Prix Ars Electronica per Stilleben i Io; un any de residència a la Universitat de San Diego.[22]
- 2000 – Nordic Council Music Prize per Lonh.
- 2003 – Doctora en filosofia honoris causa per la Facultat d'Arts de la Universitat de Turku.
- 2003 – Doctora en filosofia honoris causa per la facultat d'Arts de la Universitat de Helsinki.[23]
- 2003 – Premi Grawmeyer per la Universitat de Louisville per L'Amour de loin.
- 2008 – Musical America "Musician of the Year 2008".[24]
- 2009 – Premi Wihuri Sibelius.[25]
- 2010 – convidada per Walter Fink per ser la 20ena compositora en el Komponistenporträt del Festival de Música de Rheingau; la segona dona compositora després de Sofia Gubaidúlina.
- 2011 – Premi Léonie Sonning Music.[26]
- 2011 – Premi Grammy pel millor enregistrament d'òpera (L'amour de loin).[27]
- 2013 – Premi Polar Music.[28]
- 2017 – BBVA Premi Foundation Frontiers of Knowledge EN Música Contemporània.
- 2021 – Lifetime Achievement Award de la Biennal de Venècia.[29]

## Enregistraments
- Graal Théâtre – Gidon Kremer; BBC Symphony Orchestra; Esa-Pekka Salonen – Sony SK60817
- L'Amour de loin – Gerald Finley; Dawn Upshaw; Finnish National Opera; Esa-Pekka Salonen – Deutsche Grammophon DVD 00440 073 40264
- Nymphéa – Cikada String Quartet – ECM New Series 472 4222
- Verbendunglen · Jardin secret I · Laconisme de l'aile · ...sah den Vögeln – The Finnish Radio Symphony Orchestra; Esa-Pekka Salonen, Atso Almila – BIS LP 307 (1986).[30]
- Im Traume – Risto Poutanen, Ilmo Ranta; Jase LP 0010 (1986).[30]
- Jardin secret II – Jukka Tiensuu – Finlandia Records FACD 361 (1989).[30]
- Verblendungen · Lichtbogen · Io · Stillenben – Avanti Chamber Orchestra, Jukka-Pekka Saraste, Esa-Pekka Salonen; The Finnish Chamber Choir, Eric-Olof Söderström – Finlandia Records FACD 374 (1989).[30]
- Jardin secret I (Musique pour bande) – Wergo WER 2025-2 (Computer Music Currents 5) (1990).[30]
- Petals – Anssi Karttunen – Neuma Records 450-73 (1990).[30]
- Lichtbogen – Nouvel Ensemble Moderne; Lorraine Vaillancourt – UMMUS UMM 102 (1990).[30]
- Suomenkielinen sekakuorokappale · Nej ocht inte – The Tapiola Camber Choir; Eric-Olof Söderström – Ondine ODE 796-2 (1992).[30]
- Maa (Musique de ballet en sept scènes) – Tapio Tuomela – Ondine ODE 791-2 (1992).[30]
- Monkey Fingers, Velvet Hand – Aki Takahashi – Eastworld TOCE-8021 (1992).[30]
- Adjö – Cluster Ensemble – Ondine ODE 808-2 (1993).[30]
- Du cristal · ...à la fumée · Nymphea (Jardin secret III) – Petri Alanko, Anssi Karttunen; Los Angeles Philharmonic Orchestra; Kronos Quartet – Ondine ODE 804-2 (1993).[30]
- Petals – Anssi Karttunen – Finlandia Records 544182 (1993).[30]
- Jardin secret II – Vivienne Spiteri – J & W CD 931 (1993).[30]
- NoaNoa – Camilla Hoitenga – Neuma Records 450-87 (1994).[30]
- Solar – Ensemble de Música Contemporània de l'ESMUC; Ernest Martínez Izquierdo. Stable URL: https://www.youtube.com/watch?v=qCcNAPuzx-g[31]